# Segunda División de España 1960-61
La temporada 1960–61 de la Segunda División de España de fútbol corresponde a la 30ª edición del campeonato y se disputó entre el 11 de septiembre de 1960 y el 16 de abril de 1961 en su fase regular. Posteriormente se disputaron las promociones de ascenso y permanencia entre el 4 de mayo y el 25 de junio.
Los campeones de Segunda División fueron el Atlético Osasuna y el CD Tenerife.

## Sistema de competición
La Segunda División de España 1960/61 fue organizada por la Federación Española de Fútbol (RFEF).
El campeonato contó con la participación de 32 clubes divididos en dos grupos de 16 equipos cada uno, agrupándose por criterios de proximidad geográfica, y se disputó siguiendo un sistema de liga, de modo que los 16 equipos de cada grupo se enfrentaron entre sí, todos contra todos en dos ocasiones -una en campo propio y otra en campo contrario- sumando un total de 30 jornadas. El orden de los encuentros se decidió por sorteo antes de empezar la competición.
Los primeros clasificados de cada grupo ascendieron directamente a Primera División, mientras que los segundos clasificados disputaron la fase de ascenso ante el decimotercero y decimocuarto clasificado de la máxima categoría en eliminatorias directas a doble partido.
Los dos últimos clasificados de cada grupo descendieron directamente a Tercera División, mientras que los decimoterceros y decimocuartos clasificados jugaron la promoción de permanencia ante los cuatro mejores subcampeones de ascenso de Tercera División en eliminatorias directas a doble partido.

## Clubes participantes
| Datos de ascensos y descensos con respecto a la temporada anterior |
| --- |
| Atlético Osasuna y UD Las Palmas descienden de Primera División. Real Santander SD y RCD Mallorca ascienden a Primera División. Atlético Almería, Real Avilés CF, CD Badajoz, Deportivo Alavés, Club Ferrol y RC Recreativo de Huelva descienden a Tercera División. CD Castellón, Hércules CF, CD Málaga, Pontevedra CF, UD Salamanca y San Sebastián CF ascienden a Segunda División. |

### Grupo I
| Equipo                                     | Ciudad        | Estadio              |
| ------------------------------------------ | ------------- | -------------------- |
| Club Baracaldo Altos Hornos                | Baracaldo     | Lasesarre            |
| Club Deportivo Basconia                    | Basauri       | Pedro López Cortázar |
| Real Club Celta de Vigo                    | Vigo          | Balaídos             |
| Club Deportivo Condal                      | Barcelona     | Les Corts            |
| Cultural y Deportiva Leonesa               | León          | La Puentecilla       |
| Real Club Deportivo de La Coruña           | La Coruña     | Riazor               |
| Real Gijón                                 | Gijón         | El Molinón           |
| Sociedad Deportiva Indauchu                | Bilbao        | Garellano            |
| Club Deportivo Orense                      | Orense        | José Antonio         |
| Club Atlético Osasuna                      | Pamplona      | San Juan             |
| Pontevedra Club de Fútbol                  | Pontevedra    | Pasarón              |
| Centro de Deportes Sabadell Club de Fútbol | Sabadell      | Cruz Alta            |
| Unión Deportiva Salamanca                  | Salamanca     | El Calvario          |
| San Sebastián Club de Fútbol               | San Sebastián | Atocha               |
| Club Sestao                                | Sestao        | Las Llanas           |
| Club Deportivo Tarrasa                     | Tarrasa       | Obispo Irurita       |

### Grupo II
| Equipo                              | Ciudad                 | Estadio                    |
| ----------------------------------- | ---------------------- | -------------------------- |
| Club Atlético de Ceuta              | Ceuta                  | Alfonso Murube             |
| Cádiz Club de Fútbol                | Cádiz                  | Ramón de Carranza          |
| Club Deportivo Castellón            | Castellón de la Plana  | Castalia                   |
| Córdoba Club de Fútbol              | Córdoba                | El Arcángel                |
| Club de Fútbol Extremadura          | Almendralejo           | Francisco de la Hera       |
| Hércules Club de Fútbol             | Alicante               | La Viña                    |
| Real Jaén Club de Fútbol            | Jaén                   | La Victoria                |
| Unión Deportiva Las Palmas          | Las Palmas             | Insular                    |
| Levante Unión Deportiva             | Valencia               | Vallejo                    |
| Club Deportivo Málaga               | Málaga                 | La Rosaleda                |
| Club Deportivo Mestalla             | Valencia               | Mestalla                   |
| Club Real Murcia                    | Murcia                 | La Condomina               |
| Agrupación Deportiva Plus Ultra     | Madrid                 | Velódromo de Ciudad Lineal |
| Agrupación Deportiva Rayo Vallecano | Madrid                 | Campo de Vallecas          |
| Club Deportivo San Fernando         | San Fernando           | Marqués de Varela          |
| Club Deportivo Tenerife             | Santa Cruz de Tenerife | Heliodoro Rodríguez López  |

## Resultados y clasificaciones

### Grupo I

#### Clasificación
| Pos. | Equipo                           | Pts. | PJ | G  | E  | P  | GF | GC | Dif. | Clasificación                     |
| ---- | -------------------------------- | ---- | -- | -- | -- | -- | -- | -- | ---- | --------------------------------- |
| 1    | C. A. Osasuna (C, A)             | 46   | 30 | 21 | 4  | 5  | 83 | 25 | +58  | Ascenso a Primera División        |
| 2    | R. C. Celta de Vigo              | 40   | 30 | 17 | 6  | 7  | 56 | 30 | +26  | Acceso a Promoción de ascenso     |
| 3    | R. C. Deportivo La Coruña        | 36   | 30 | 15 | 6  | 9  | 68 | 47 | +21  |                                   |
| 4    | C. D. Orense                     | 36   | 30 | 14 | 8  | 8  | 45 | 36 | +9   |                                   |
| 5    | Pontevedra C. F.                 | 31   | 30 | 11 | 9  | 10 | 39 | 40 | −1   |                                   |
| 6    | C. D. Sabadell C. F.             | 31   | 30 | 11 | 9  | 10 | 30 | 40 | −10  |                                   |
| 7    | Cultural Leonesa                 | 30   | 30 | 11 | 8  | 11 | 39 | 42 | −3   |                                   |
| 8    | C. D. Basconia                   | 29   | 30 | 14 | 1  | 15 | 41 | 57 | −16  |                                   |
| 9    | San Sebastián C. F.              | 29   | 30 | 11 | 7  | 12 | 51 | 50 | +1   |                                   |
| 10   | U. D. Salamanca                  | 29   | 30 | 11 | 7  | 12 | 42 | 36 | +6   |                                   |
| 11   | S. D. Indauchu                   | 27   | 30 | 12 | 3  | 15 | 46 | 59 | −13  |                                   |
| 12   | C. D. Condal (D)                 | 26   | 30 | 8  | 10 | 12 | 44 | 49 | −5   | Descenso a Tercera División       |
| 13   | Real Gijón                       | 25   | 30 | 10 | 5  | 15 | 41 | 53 | −12  | Acceso a Promoción de permanencia |
| 14   | Club Sestao (D)                  | 24   | 30 | 8  | 8  | 14 | 35 | 51 | −16  | Acceso a Promoción de permanencia |
| 15   | C. D. Baracaldo Altos Hornos (D) | 22   | 30 | 7  | 8  | 15 | 33 | 51 | −18  | Descenso a Tercera División       |
| 16   | C. D. Tarrasa (D)                | 19   | 30 | 5  | 9  | 16 | 33 | 60 | −27  | Descenso a Tercera División       |

 Fuente: BDFutbol
Criterios de clasificación: Puntos · Diferencia de goles · Goles a favor · Play-off
Notas:
1. 1 2  El C. D. Condal renunció a jugar en Segunda División al término del campeonato, por lo que su puesto para la temporada siguiente fue ocupado por el Real Gijón (el cual había descendido en la promoción).

#### Resultados
| Local \ Visitante            | BAR | BAS | CEL | CON | CUL | DEP | GIJ | IND  | ORE | OSA | PON | SAB | SAL | SSE | SES | TAR |
| ---------------------------- | --- | --- | --- | --- | --- | --- | --- | ---- | --- | --- | --- | --- | --- | --- | --- | --- |
| C. D. Baracaldo Altos Hornos | —   | 3–1 | 1–1 | 3–1 | 1–0 | 3–3 | 2–3 | 0–2  | 0–1 | 0–2 | 2–2 | 0–1 | 0–0 | 2–0 | 1–1 | 5–2 |
| C. D. Basconia               | 2–1 | —   | 5–4 | 1–0 | 0–2 | 3–1 | 0–2 | 1–0  | 3–1 | 0–2 | 2–1 | 2–0 | 2–2 | 3–4 | 3–1 | 0–1 |
| R. C. Celta de Vigo          | 5–0 | 5–0 | —   | 3–0 | 3–0 | 3–0 | 2–0 | 3–0  | 1–1 | 4–1 | 1–1 | 2–0 | 0–0 | 1–0 | 4–2 | 2–1 |
| C. D. Condal                 | 1–1 | 2–0 | 0–0 | —   | 1–3 | 2–2 | 5–0 | 3–1  | 3–0 | 0–2 | 1–2 | 1–2 | 2–1 | 4–2 | 3–1 | 2–1 |
| Cultural Leonesa             | 1–2 | 3–1 | 2–0 | 6–1 | —   | 0–0 | 1–1 | 2–0  | 1–0 | 0–0 | 3–1 | 1–1 | 1–0 | 0–0 | 0–0 | 3–1 |
| R. C. Deportivo La Coruña    | 3–0 | 0–1 | 0–1 | 1–1 | 2–3 | —   | 0–1 | 3–1  | 2–1 | 2–1 | 2–0 | 4–1 | 3–2 | 5–1 | 6–1 | 5–1 |
| Real Gijón                   | 0–0 | 2–4 | 0–1 | 1–0 | 3–0 | 1–4 | —   | 4–1  | 2–2 | 1–1 | 6–2 | 1–1 | 3–2 | 3–0 | 2–0 | 1–2 |
| S. D. Indauchu               | 3–1 | 2–1 | 5–2 | 0–0 | 6–1 | 4–3 | 4–0 | —    | 3–4 | 0–1 | 2–1 | 3–1 | 0–3 | 2–1 | 0–0 | 2–0 |
| C. D. Orense                 | 3–0 | 2–1 | 2–0 | 2–2 | 3–0 | 0–3 | 3–0 | 2–0  | —   | 3–1 | 2–0 | 4–1 | 0–0 | 1–1 | 2–0 | 1–1 |
| C. A. Osasuna                | 1–1 | 9–0 | 3–1 | 2–1 | 3–0 | 4–2 | 2–0 | 11–1 | 6–0 | —   | 2–2 | 6–0 | 3–0 | 3–0 | 4–0 | 4–0 |
| Pontevedra C. F.             | 1–0 | 1–0 | 1–0 | 2–0 | 4–1 | 0–1 | 2–1 | 3–1  | 0–1 | 1–0 | —   | 0–0 | 2–2 | 1–1 | 1–0 | 6–2 |
| C. D. Sabadell C. F.         | 2–1 | 2–1 | 0–1 | 1–1 | 0–0 | 1–1 | 3–1 | 1–0  | 1–0 | 0–1 | 1–1 | —   | 0–0 | 1–0 | 4–2 | 2–0 |
| U. D. Salamanca              | 3–0 | 0–1 | 0–2 | 3–1 | 1–0 | 1–3 | 2–0 | 1–2  | 1–0 | 2–0 | 4–0 | 4–2 | —   | 3–1 | 0–2 | 1–0 |
| San Sebastián C. F.          | 1–0 | 0–1 | 3–1 | 3–3 | 3–2 | 8–3 | 3–1 | 3–0  | 1–1 | 2–3 | 1–0 | 0–1 | 2–1 | —   | 3–1 | 6–2 |
| Club Sestao                  | 3–0 | 4–1 | 0–1 | 2–2 | 2–1 | 0–3 | 2–1 | 2–0  | 1–1 | 1–2 | 1–1 | 2–0 | 1–1 | 1–1 | —   | 1–0 |
| C. D. Tarrasa                | 2–3 | 0–1 | 2–2 | 1–1 | 2–2 | 1–1 | 2–0 | 1–1  | 1–2 | 1–3 | 0–0 | 0–0 | 3–2 | 0–0 | 3–1 | —   |

### Grupo II

#### Clasificación
| Pos. | Equipo                   | Pts. | PJ | G  | E | P  | GF | GC | Dif. | Clasificación                     |
| ---- | ------------------------ | ---- | -- | -- | - | -- | -- | -- | ---- | --------------------------------- |
| 1    | C. D. Tenerife (C, A)    | 40   | 30 | 17 | 6 | 7  | 45 | 23 | +22  | Ascenso a Primera División        |
| 2    | Atlético de Ceuta        | 38   | 30 | 17 | 4 | 9  | 51 | 35 | +16  | Acceso a Promoción de ascenso     |
| 3    | Hércules C. F.           | 36   | 30 | 16 | 4 | 10 | 53 | 40 | +13  |                                   |
| 4    | Cádiz C. F.              | 35   | 30 | 16 | 3 | 11 | 55 | 54 | +1   |                                   |
| 5    | U. D. Las Palmas         | 32   | 30 | 13 | 6 | 11 | 33 | 32 | +1   |                                   |
| 6    | Levante U. D.            | 32   | 30 | 13 | 6 | 11 | 58 | 40 | +18  |                                   |
| 7    | A. D. Plus Ultra         | 31   | 30 | 15 | 1 | 14 | 58 | 41 | +17  |                                   |
| 8    | Real Murcia C. F.        | 31   | 30 | 13 | 5 | 12 | 45 | 39 | +6   |                                   |
| 9    | Córdoba C. F.            | 30   | 30 | 14 | 2 | 14 | 40 | 34 | +6   |                                   |
| 10   | C. D. Mestalla           | 30   | 30 | 12 | 6 | 12 | 55 | 48 | +7   |                                   |
| 11   | C. D. San Fernando       | 27   | 30 | 9  | 9 | 12 | 33 | 37 | −4   |                                   |
| 12   | C. D. Málaga             | 26   | 30 | 10 | 6 | 14 | 42 | 52 | −10  |                                   |
| 13   | C. D. Castellón (D)      | 24   | 30 | 8  | 8 | 14 | 36 | 50 | −14  | Acceso a Promoción de permanencia |
| 14   | Real Jaén C. F.          | 24   | 30 | 10 | 4 | 16 | 31 | 61 | −30  | Acceso a Promoción de permanencia |
| 15   | C. F. Extremadura (D)    | 23   | 30 | 9  | 5 | 16 | 31 | 63 | −32  | Descenso a Tercera División       |
| 16   | A. D. Rayo Vallecano (D) | 21   | 30 | 8  | 5 | 17 | 38 | 55 | −17  | Descenso a Tercera División       |

 Fuente: BDFutbol
Criterios de clasificación: Puntos · Diferencia de goles · Goles a favor · Play-off

#### Resultados
| Local \ Visitante    | ATC | CAD | CAS | COR | EXT | HER | JAE  | LAS | LEV | MAL | MES | MUR | PLU | RAY | SFE | TEN |
| -------------------- | --- | --- | --- | --- | --- | --- | ---- | --- | --- | --- | --- | --- | --- | --- | --- | --- |
| Atlético de Ceuta    | —   | 1–2 | 6–0 | 2–1 | 1–0 | 0–3 | 4–0  | 2–0 | 2–1 | 1–0 | 1–0 | 4–2 | 3–2 | 2–0 | 2–0 | 0–0 |
| Cádiz C. F.          | 1–0 | —   | 3–1 | 2–0 | 3–1 | 0–1 | 6–0  | 2–0 | 3–1 | 5–2 | 1–1 | 2–1 | 3–0 | 0–0 | 1–0 | 1–0 |
| C. D. Castellón      | 1–2 | 0–3 | —   | 2–0 | 0–0 | 2–0 | 3–0  | 2–2 | 1–1 | 3–1 | 3–1 | 0–0 | 0–4 | 5–1 | 2–1 | 1–2 |
| Córdoba C. F.        | 1–0 | 0–1 | 3–1 | —   | 4–0 | 4–0 | 0–2  | 1–0 | 2–1 | 0–1 | 3–0 | 1–0 | 1–0 | 3–2 | 3–0 | 2–0 |
| C. F. Extremadura    | 2–2 | 1–3 | 2–0 | 3–2 | —   | 1–0 | 2–1  | 3–2 | 2–2 | 2–0 | 1–0 | 2–1 | 2–1 | 0–4 | 1–1 | 0–0 |
| Hércules C. F.       | 2–2 | 8–2 | 2–1 | 1–0 | 3–0 | —   | 5–1  | 1–2 | 2–1 | 4–0 | 4–3 | 3–1 | 1–0 | 1–0 | 2–0 | 1–0 |
| Real Jaén C. F.      | 0–3 | 2–1 | 1–0 | 2–1 | 2–0 | 4–0 | —    | 0–1 | 0–1 | 3–1 | 2–1 | 2–1 | 3–0 | 2–2 | 0–0 | 0–0 |
| U. D. Las Palmas     | 0–1 | 1–0 | 1–0 | 1–1 | 6–2 | 1–0 | 3–1  | —   | 2–1 | 0–0 | 1–1 | 0–1 | 2–1 | 2–1 | 2–0 | 0–0 |
| Levante U. D.        | 2–4 | 3–0 | 6–1 | 2–0 | 3–1 | 1–1 | 2–1  | 0–1 | —   | 2–1 | 3–1 | 4–0 | 2–1 | 7–1 | 1–1 | 1–2 |
| C. D. Málaga         | 2–2 | 4–1 | 0–2 | 1–0 | 6–0 | 3–0 | 3–0  | 0–0 | 1–3 | —   | 4–2 | 0–0 | 4–2 | 4–1 | 2–2 | 2–1 |
| C. D. Mestalla       | 2–0 | 9–3 | 1–1 | 3–1 | 6–2 | 2–2 | 1–0  | 1–0 | 1–4 | 4–0 | —   | 3–0 | 2–1 | 3–1 | 1–1 | 3–0 |
| Real Murcia C. F.    | 5–0 | 4–1 | 0–0 | 4–2 | 2–0 | 3–2 | 2–0  | 2–1 | 0–0 | 4–0 | 2–0 | —   | 2–3 | 2–1 | 3–2 | 0–0 |
| A. D. Plus Ultra     | 2–0 | 4–0 | 1–0 | 1–1 | 3–1 | 3–1 | 11–0 | 1–2 | 2–0 | 2–0 | 1–3 | 1–0 | —   | 3–1 | 3–2 | 3–0 |
| A. D. Rayo Vallecano | 1–3 | 4–3 | 0–0 | 0–1 | 1–0 | 0–2 | 2–2  | 3–0 | 2–2 | 1–0 | 3–0 | 2–0 | 0–1 | —   | 3–0 | 0–2 |
| C. D. San Fernando   | 1–0 | 2–2 | 2–2 | 1–2 | 2–0 | 3–1 | 1–0  | 3–0 | 1–0 | 0–0 | 0–0 | 0–1 | 2–1 | 3–0 | —   | 2–1 |
| C. D. Tenerife       | 2–1 | 3–0 | 4–2 | 1–0 | 2–0 | 0–0 | 4–0  | 1–0 | 3–1 | 5–0 | 3–0 | 3–2 | 3–0 | 2–1 | 1–0 | —   |

## Promoción de ascenso
En la promoción de ascenso jugaron RC Celta de Vigo y Atlético Ceuta como subcampeones de Segunda División. Sus rivales fueron Real Oviedo CF y Elche CF como decimotercero y decimocuarto clasificado de Primera División.
La promoción se jugó a doble partido a ida y vuelta con los siguientes resultados:
| 4 de junio de 1961 | Real Oviedo CF | 1:0 | RC Celta de Vigo | Estadio Carlos Tartiere, Oviedo |  |
|                    |                |     |                  | Asistencia: ??? espectadores    |  |

| 11 de junio de 1961 | RC Celta de Vigo | 2:2 | Real Oviedo CF | Estadio de Balaídos, Vigo    |  |
|                     |                  |     |                | Asistencia: ??? espectadores |  |

- El Real Oviedo CF permanece en Primera división y el RC Celta de Vigo en Segunda división.

| 4 de junio de 1961 | Atlético Ceuta | 1:0 | Elche CF | Estadio Alfonso Murube, Ceuta |  |
|                    |                |     |          | Asistencia: ??? espectadores  |  |

| 11 de junio de 1961 | Elche CF | 4:0 | Atlético Ceuta | Estadio de Altabix, Elche    |  |
|                     |          |     |                | Asistencia: ??? espectadores |  |

- El Elche CF permanece en Primera división y el Atlético Ceuta en Segunda división.

## Promoción de permanencia
En la promoción de permanencia jugaron Real Gijón y Club Sestao del Grupo I; CD Castellón y Real Jaén CF del Grupo II; y Burgos CF, UD Cartagenera, CD Galdácano y CD Villarrobledo como equipos de Tercera División.
La promoción se jugó a doble partido a ida y vuelta con los siguientes resultados:
| 18 de junio de 1961 | Real Gijón | 2:3 | Burgos CF | Estadio El Molinón, Gijón    |  |
|                     |            |     |           | Asistencia: ??? espectadores |  |

| 25 de junio de 1961 | Burgos CF | 2:1 | Real Gijón | Campo de Zatorre, Burgos     |  |
|                     |           |     |            | Asistencia: ??? espectadores |  |

- El Burgos asciende a Segunda división.
- El Real Gijón desciende a Tercera división aunque es repescado por la renuncia del CD Condal.

| 18 de junio de 1961 | UD Cartagenera | 3:0 | Club Sestao | Estadio de El Almarjal, Cartagena |  |
|                     |                |     |             | Asistencia: ??? espectadores      |  |

| 25 de junio de 1961 | Club Sestao | 1:1 | UD Cartagenera | Estadio de San Mamés, Bilbao |  |
|                     |             |     |                | Asistencia: ??? espectadores |  |

- El UD Cartagenera asciende a Segunda división.
- El Club Sestao desciende a Tercera división.

| 18 de junio de 1961 | CD Castellón | 1:0 | CD Villarrobledo | Estadio Castalia, Castellón de la Plana |  |
|                     |              |     |                  | Asistencia: ??? espectadores            |  |

| 25 de junio de 1961 | CD Villarrobledo | 3:0 | CD Castellón | Campo de la Caridad, Villarrobledo |  |
|                     |                  |     |              | Asistencia: ??? espectadores       |  |

- El CD Villarrobledo asciende a Segunda división.
- El CD Castellón desciende a Tercera división.

| 18 de junio de 1961 | CD Galdácano | 1:1 | Real Jaén CF | Campo de Santa Bárbara, Galdácano |  |
|                     |              |     |              | Asistencia: ??? espectadores      |  |

| 25 de junio de 1961 | Real Jaén CF | 5:2 | CD Galdácano | Estadio de la Victoria, Jaén |  |
|                     |              |     |              | Asistencia: ??? espectadores |  |

- El Real Jaén CF permanece en Segunda división.

## Resumen
Campeones de Segunda División:
| - Club Atlético Osasuna | - Club Deportivo Tenerife |

Ascienden a Primera División:
| - Club Atlético Osasuna | - Club Deportivo Tenerife |

Descienden a Tercera División: 
| Grupo I - Club Deportivo Condal - Club Sestao - Club Baracaldo Altos Hornos - Club Deportivo Tarrasa | Grupo II - Club Deportivo Castellón - Club de Fútbol Extremadura - Agrupación Deportiva Rayo Vallecano |